# Iglesia de Adelhausen

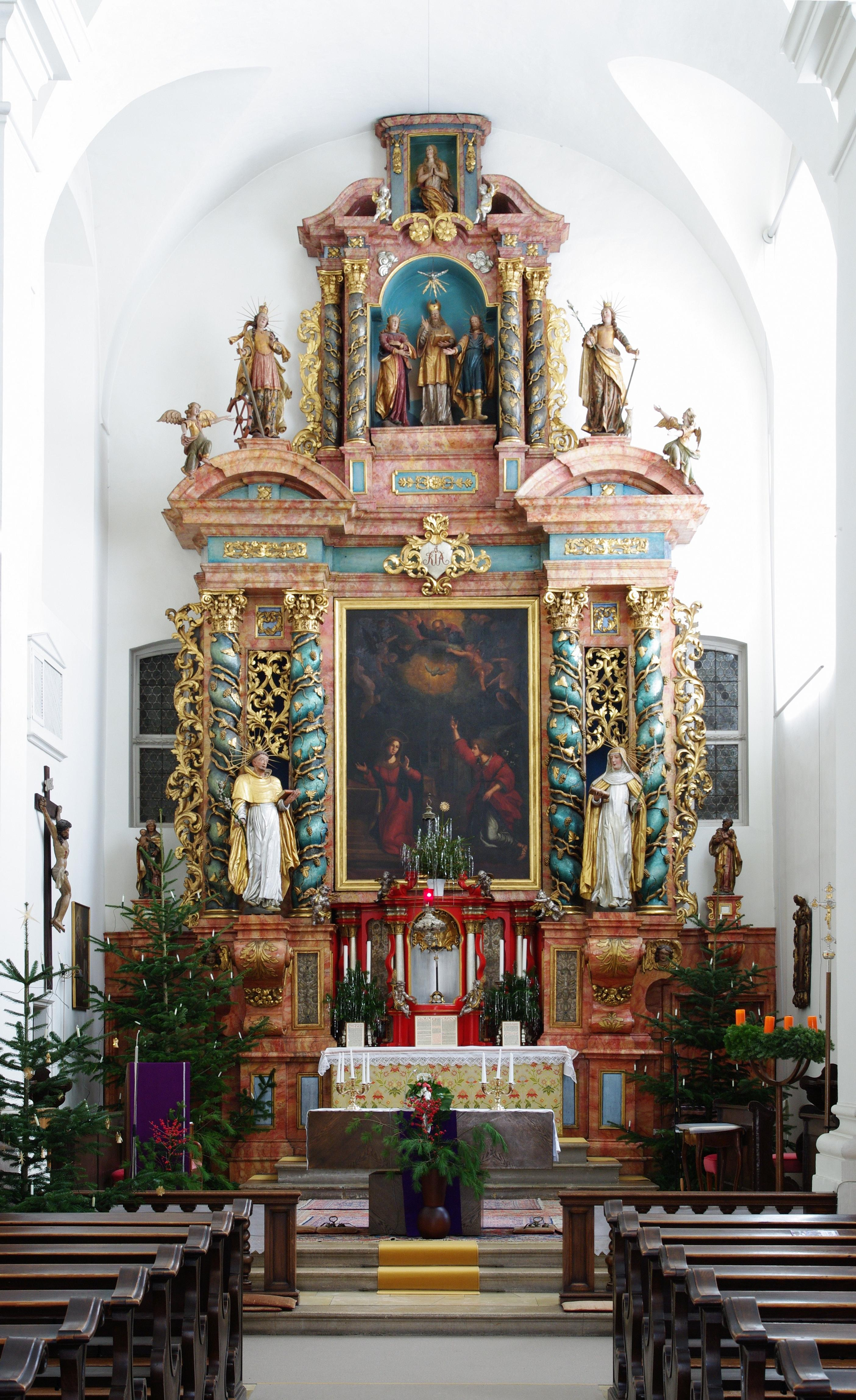
Altar

La iglesia de Adelhausen es una iglesia católica en el casco viejo de Friburgo de Brisgovia, Baden-Wurtemberg, Alemania. En la actualidad el edificio es propiedad de la "Fundación del Santo Espíritu" como parte de lo que antes era la "Fundación de Adelhausen". Es una iglesia filial de la catedral de Friburgo de Brisgovia. En la iglesia de Adelhausen se encuentran retablos del pintor barroco Franz Bernhard Altenburger.